# جاكوب ميلجروم
جاكوب ميلجروم (1 فبراير 1923 - 5 يونيو 2010) هو يهودي أمريكي، وعالم بارز في الكتاب المقدس وحاخام محافظ. كانت مساهمة ميلجروم الرئيسية في البحث الكتابي في مجال العبادة وفرضية الوثائق.
خلافًا لنقاد الكتاب المقدس الكلاسيكيين، فقد تتبع خطًا مباشرًا للتطور من قانون الكهنة (P)، إلى قانون القداسة (H)، إلى الابتكارات الطقسية لحزقيال، إلى الكتابات الطقسية لطائفة البحر الميت وأخيرًا إلى الشريعة اليهودية (الهالاخاه) في المشناه والتلمود. اشتهر بتعليقاته الشاملة على التوراة وعمله على مخطوطات البحر الميت، كما نشر أبحاث على نطاق واسع عن سفر حزقيال.